# Skottpengar
För filmen från 1974 med Michael Caine, se Skottpengar (film)
Skottpengar (även skottpremier) är en premie som utbetalas till jägare för att uppmuntra till jakt på djur som betraktas som skadedjur, framför allt olika rovdjur. 
Skottpengar på varg stadgades redan i Södermanlandslagen och infördes i hela Sverige för varg och björn i 1634 års jaktstadga. Skottpengarna utökades under 1700-talet till att bland annat omfatta räv och flera arter av rovfåglar, men under 1800-talet reducerades antalet omfattade arter. I 1869 års bestämmelser omfattades björn (50 kronor), varg (25 kronor), lodjur (25 kronor) och järv (10 kronor) av skottpengar. I början av 1900-talet fanns i Sverige statliga skottpengar på varg, järv och säl.
I Sverige var den statliga skottpengen under 1930- och 1940-talen 240 kronor för varg och 120 kronor för järv. Därefter införde även samebyarna skottpengar, vilket innebar att man kunde få totalt 3 000–4 000 kronor för en varg. Den sista statliga skottpremien på varg i Sverige uppgick till 450 kronor och utbetalades 1965 för ett djur som skjutits i västra Härjedalen. Samma år beslutade riksdagen att skottpremien på varg skulle tas bort och att arten skulle fridlysas.
Skottpengar på andra arter förekommer fortfarande. Länsstyrelsen i Västerbotten ger 300 kronor i skottpengar för rödräv. Jämtöns viltvårdsområde betalar 200 kronor för mink, räv, mård och grävling.
I ryska Karelen är skottpengen för en stor varg 115 euro och 57 euro för en liten.. I Inre Namdal i Norge kan den som dödar en järv få 10 000 kronor.
Sockenstämma införde skottpengar.
Vintern 1821 dödades två barn av en varg i Hedesunda socken, södra Gästrikland. En kungörelse utfärdade en anmaning ”att så vitt möjligt är, utrota de vilddjur, som under denna vinter förosakat så mycken rädsla hos folket i allmänhet och så mycken sorg hos dem i synnerhet, hvilka varit olyckliga nog att bortmista sina barn”.
Sockenstämman den 18 mars 1821 kallade till skallgång som borde anställas innan isarna gick upp och våtmarkerna översvämmades. Den 27 mars vid en ny sockenstämma beslöts att den som dödar en varg ska belönas med trettiotre Riksdaler. Under åren 1825–1862 utbetalades ersättning för 37 dödade vargar.